# 重見天日 (2024年電影)
《重見天日》（英語：Second Life）是一部2024年上映的中國大陸喜劇電影，由霍穗強執導，老馬編劇，元秋、伍允龍領銜主演，錘娜麗莎特邀主演。本片融合了喜劇與經典功夫港片的動作元素，講述一位女子監獄“大姐大”與青龍幫“昔日殺神”阿鬼之間的故事。影片在2024年8月15日於中國大陸的網絡串流平台——騰訊視頻、極光TV首發，愛奇藝雲影院雙平臺首映。
該片於2023年11月22日正式於中國重慶市開機，並於同年12月17日順利殺青。

## 劇情
28年前，女子監獄中令人聞風喪膽的“戰神”老樑（元秋飾）在獄中生下一個男孩“小涼粉”，但母子分別後再無聯絡。多年後，青龍集團的打手“鬼哥”（伍允龍飾）在一次任務中雙目失明，命運讓老樑出獄後與鬼哥意外相遇。一個心懷刺殺的使命，一個想彌補破裂的親情，他們在中醫館中歷經啼笑皆非但熱血澎湃的事件，最終這對母子相互救贖，共同重返正道。

## 演員
| 演員     | 角色     | 備注                                       |
| 元秋     | 梁姐     | 女子監獄中的“慈母”，以高超的中醫技術聞名。 |
| 伍允龍   | 阿鬼     | 青龍幫“昔日殺神”                           |
| 錘娜麗莎 | 洪姐     | 梁姐的好友                                 |
| 雷牧     | 常勐     | 青龍幫頭目                                 |
| 叨叨     | 阿斌     | 青龍幫的小弟，負責協調幫派內部事宜。       |
| 周小飛   | 中年梁姐 | 梁姐過去的自我，展現她未來與現在的對比。   |

## 評價
- 豆瓣評分 6.4/10（3028人評價）觀眾稱讚元秋高齡仍能演繹精彩武打場面的敬業表現，但認為劇情偏套路化，缺乏新意。[10]
- 騰訊視頻評分 9.1/10 (10.7萬人點評)10.7萬人點評中多數觀眾力薦，稱其融合了新中式功夫與情感共鳴，帶來耳目一新的觀影體驗。[11]
- IMDb 評分6.9/10 該電影的IMDB編號為 tt33111253。觀眾對元秋和伍允龍的對手戲給予了高度評價，但也指出劇情略顯套路，缺乏驚喜。[12]